# Museo regionale di scienze naturali della Valle d'Aosta
Il Museo regionale di scienze naturali "Efisio Noussan" (in francese, Musée régional de sciences naturelles « Éphyse Noussan ») è un polo museografico valdostano, la cui sede espositiva è situata in località Tache, nel comune di Saint-Pierre, presso l'omonimo castello.
Presso la sede operativa in Località Chez Borgne, nel comune di La Salle, si trova invece la biblioteca del museo.

## Storia
Il museo regionale di scienze naturali fu istituito il 20 maggio 1985, con legge regionale n. 32 e fu inaugurato e aperto al pubblico il 1º giugno dello stesso anno. La sua storia però inizia molto tempo prima quando, nel 1905, la Société de la Flore Valdôtaine, fondata nel 1858 dai canonici Georges Carrel e Édouard Bérard, diede vita ad un museo privato con lo scopo di studiare e divulgare le scienze naturali e la geografia fisica della Valle d'Aosta.

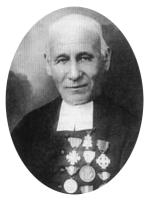
Ritratto di Pierre-Louis Vescoz

La Société operò inizialmente sotto la guida del canonico Pierre-Louis Vescoz, sostenitore e primo conservatore del museo, coadiuvato da altri naturalisti come l'abate Joseph-Marie Henry, presidente della società scientifica per un quarantennio, ed il botanico Lino Vaccari.
Il Museo trovò nel tempo collocazione in sedi diverse. Nel 1934, durante il regime fascista, la Société de la Flore Valdôtaine, non avendo i mezzi economici per affittare nuovi locali, si vide costretta a cedere le raccolte alla Scuola militare alpina di Aosta, che le prese in carico ospitandole per quasi quarant'anni nel castello Jocteau.
Nel 1971, un gruppo di naturalisti e appassionati della Société de la Flore Valdôtaine decise di recuperare le collezioni e ricostituire il museo. L'inaugurazione avvenne il 2 giugno 1975 presso l'ex chiesa di San Lorenzo, di fronte alla collegiata di Sant'Orso. Dopo due stagioni, il museo fu costretto nuovamente a traslocare a causa dell'avvio degli scavi archeologici sotto la chiesa.
Nel 1977, il Comune di Saint-Pierre offrì la disponibilità dei locali del castello di sua proprietà. Il museo prese il nome di museo regionale di scienze naturali della Valle d'Aosta.
La vecchia esposizione del museo si sviluppava all'interno di nove sale, ricavate nei locali del castello di Saint-Pierre. Il percorso di visita illustrava i diversi aspetti dell'ambiente naturale della Valle d'Aosta.
L'allestimento del nuovo museo è iniziato nel 2008, quando il castello e il museo sono stati chiusi al pubblico per consentire lo svolgimento di importanti lavori di restauro conservativo e messa in sicurezza dell'edificio storico e di riallestimento museale degli spazi interni.

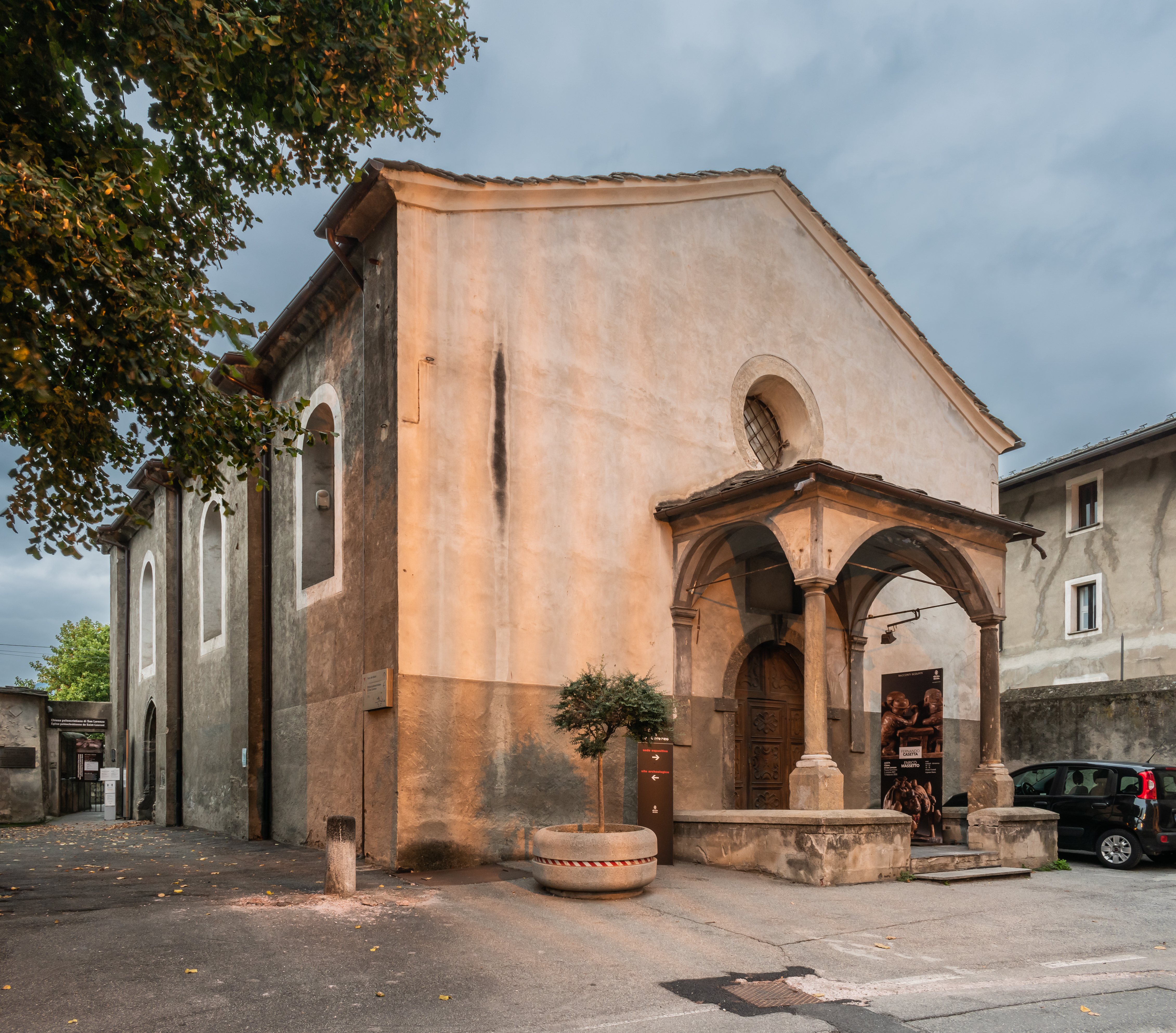
La chiesa di San Lorenzo ad Aosta, che ha ospitato per un breve periodo il museo

Dal 1º luglio 2015, per effetto della legge regionale 25 maggio 2015, n. 12, le funzioni del museo regionale sono state trasferite alla struttura Aree protette dell'Assessorato agricoltura e risorse naturali. Il museo, ora denominato Museo regionale di scienze naturali "Efisio Noussan" in ricordo del suo fondatore, è costituito dalla sede espositiva presso il castello di Saint-Pierre e dalla sede operativa presso il centro di ricerca scientifico-naturalistico del Marais, in Frazione Chez-Borgne a La Salle, nei pressi della Riserva naturale Marais e al limitare comunale di Morgex.
Dal 2016 la sede espositiva era chiusa al pubblico per un complesso intervento di restauro, risanamento conservativo e riallestimento museografico finanziato dalla Regione tramite progetto Alcotra, per cui dal 1º marzo 2016 è il centro di ricerca scientifico-naturalistico del Marais ad assicurare la continuità delle attività istituzionali. 
Dal dicembre 2017 all'aprile 2018, la mostra "2020 – verso il nuovo Museo regionale di Scienze naturali" è stata ospitata nel Castello Sarriod de la Tour.
L'inaugurazione del nuovo allestimento al castello di Saint-Pierre è avvenuta il 25 novembre 2022.
Il pezzo più importante del museo è senza alcun dubbio la mummia di marmotta del Lyskamm, ritrovata nell'estate del 2022 da una guida alpina sul ghiacciaio omonimo e ritenuto dalla comunità scientifica internazionale il più antico reperto mummificato d'Italia. La datazione al radiocarbonio la colloca geologicamente nel Medio Olocene (circa 6.600 anni fa) e rispetto all’uomo nel Neolitico (4.691- 4.501 a.C.).

## Descrizione
L'allestimento museale occupa 1200 mq. Il percorso di visita attraversa le seguenti sale espositive:
Al piano terra:
- Sala degli stemmi
- Sala delle differenze
- Sala del tempo
- Sala delle rocce
- Sala delle miniere
- Sala dei versanti
- Sala degli Abbés savants
- Sala Efisio Noussan

Al primo piano:
- Sala dell'acqua
- Sala della foresta
- Sala della vertigine
- Sala della prateria
- Sala del gelo
- Sala delle emozioni

## Galleria d'immagini

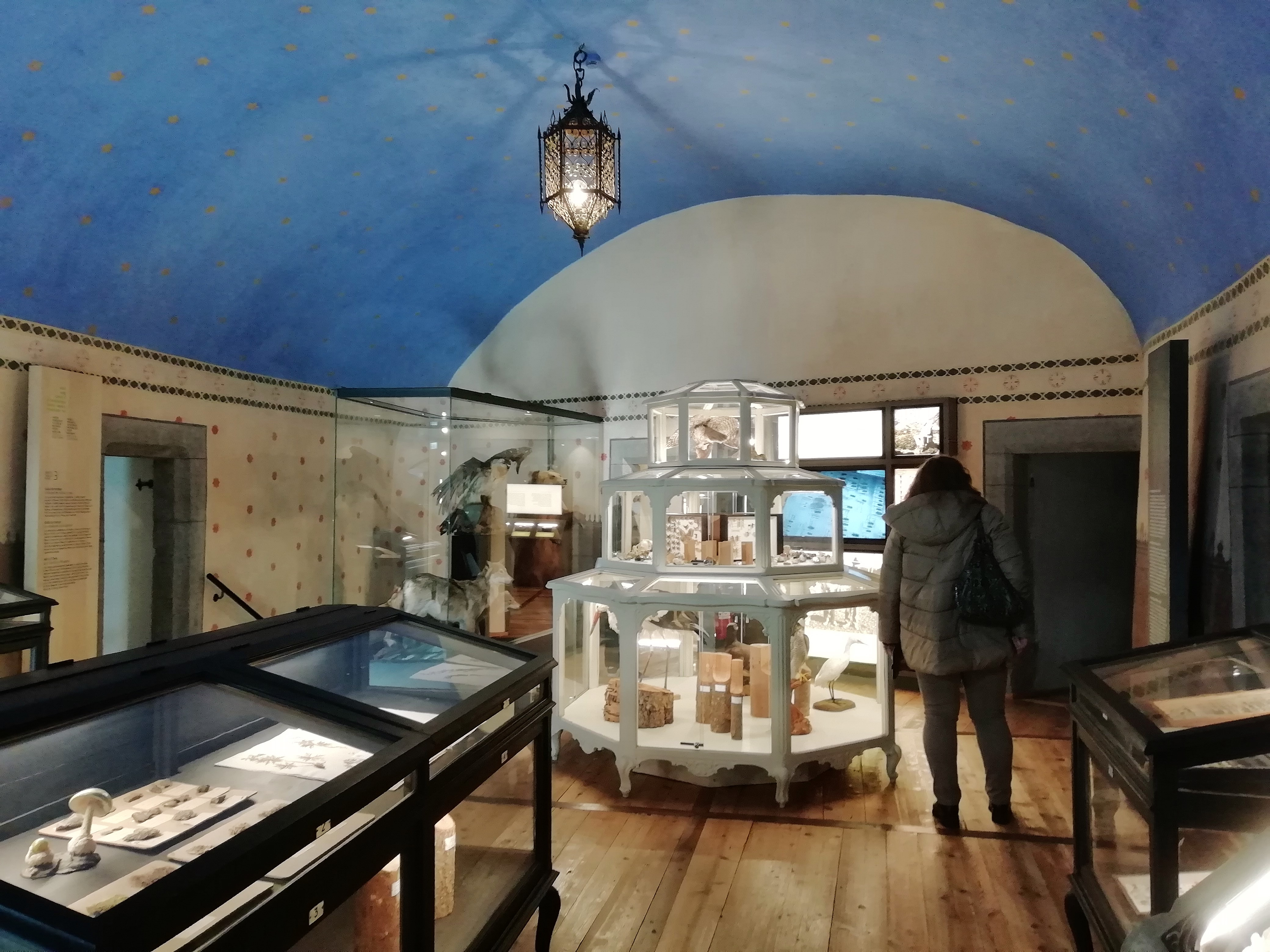
Sala del tempo
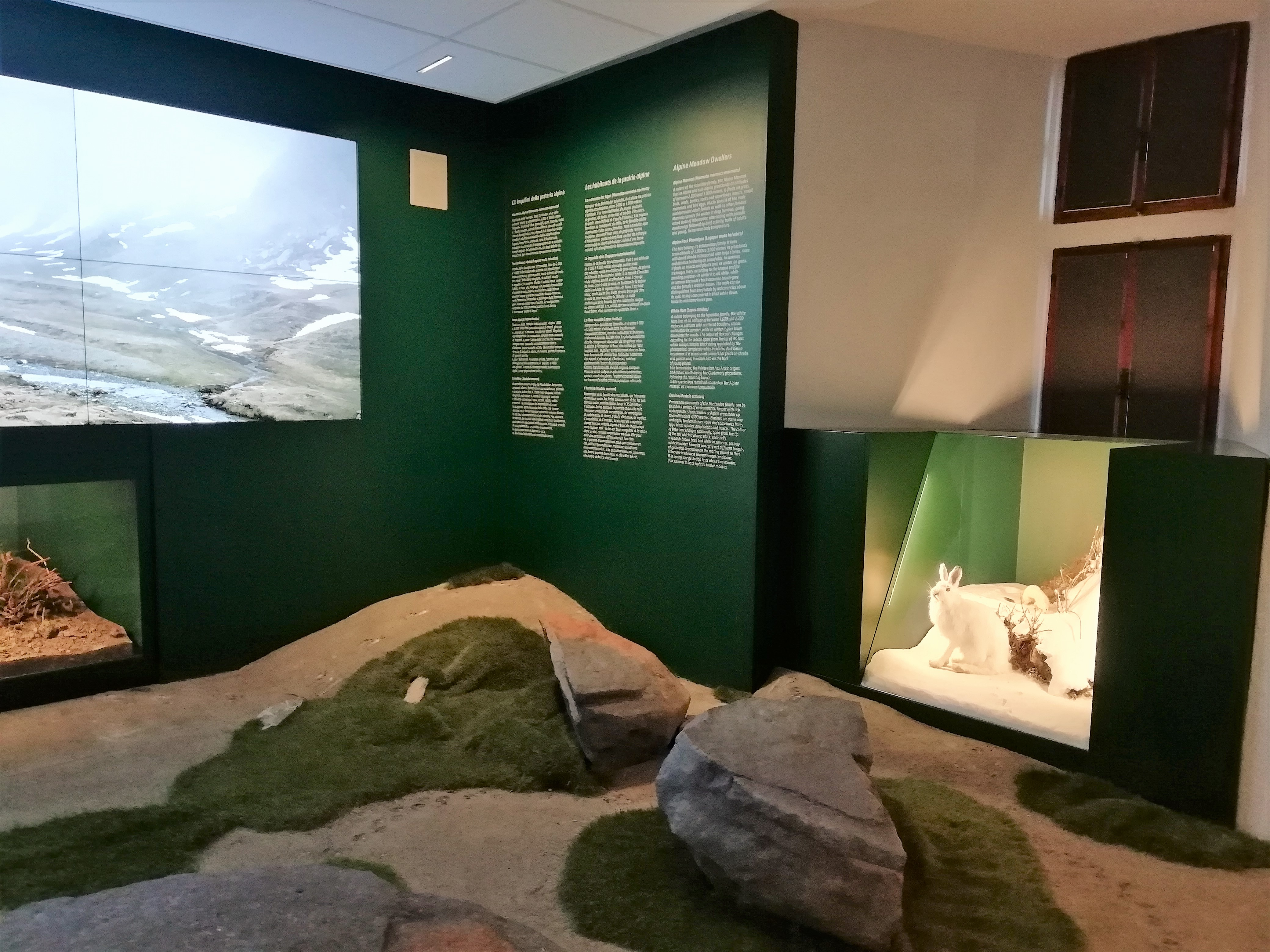
Sale della prateria
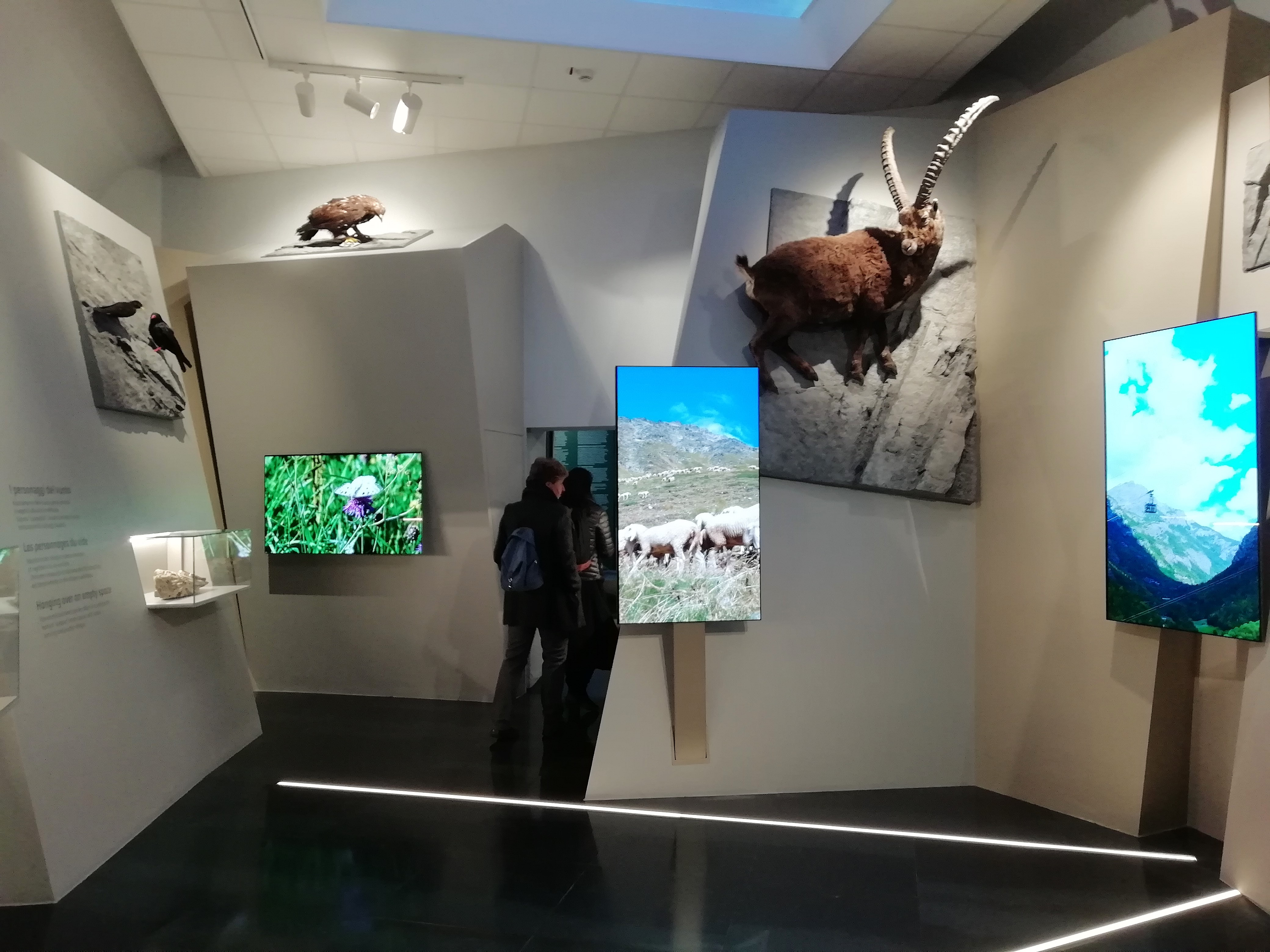
Sala della vertigine
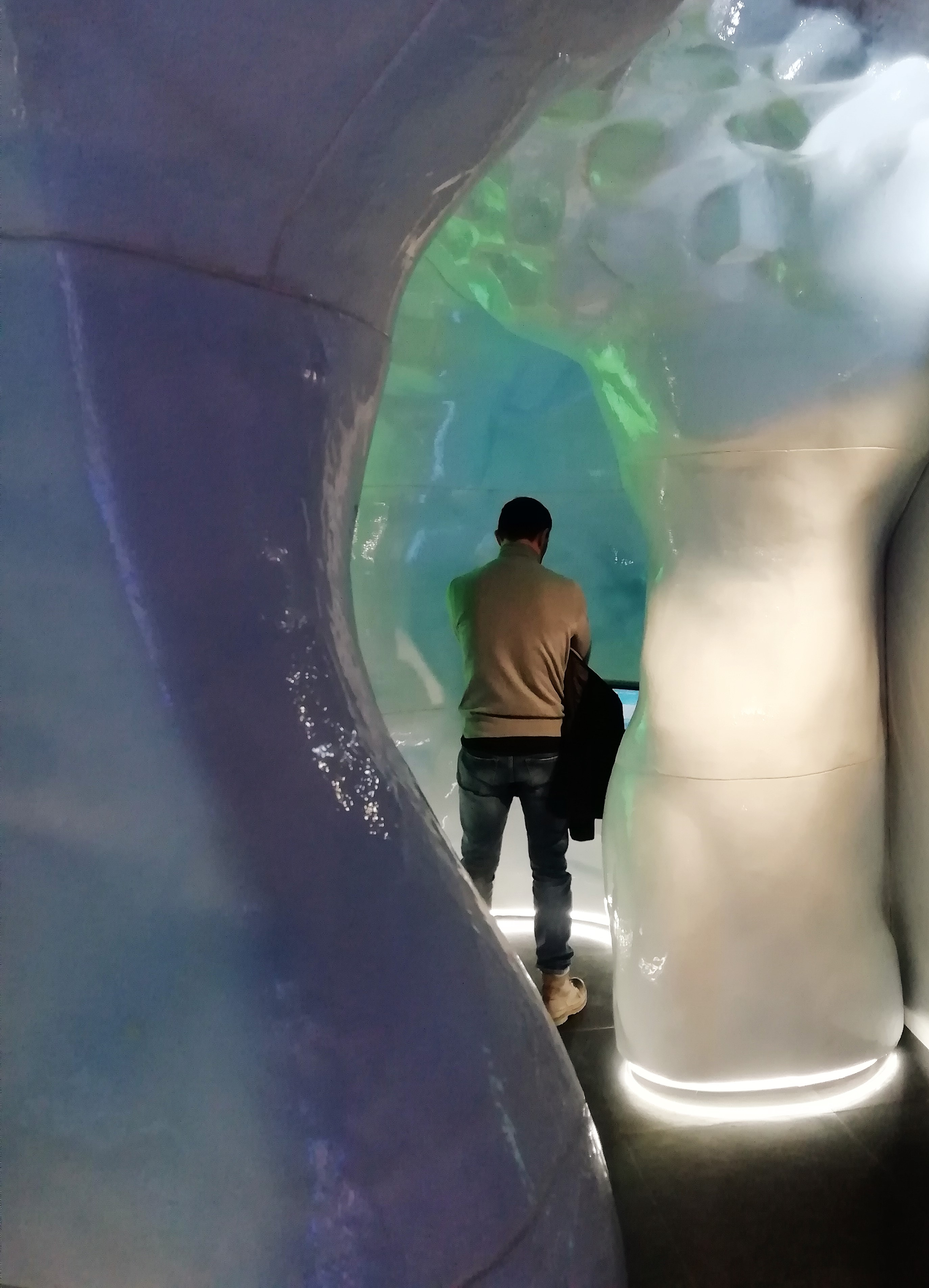
Sala del gelo
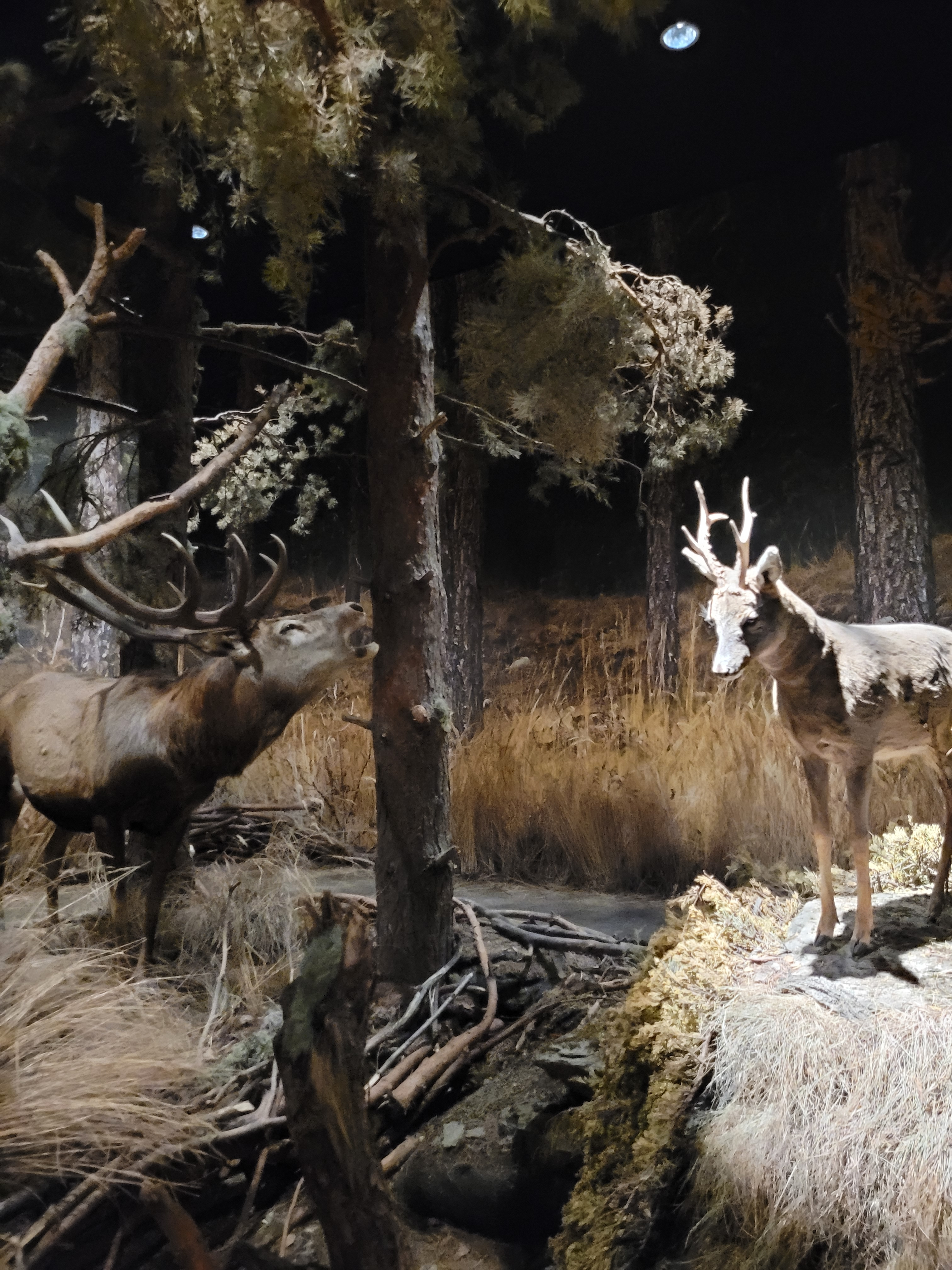
Sala della foresta
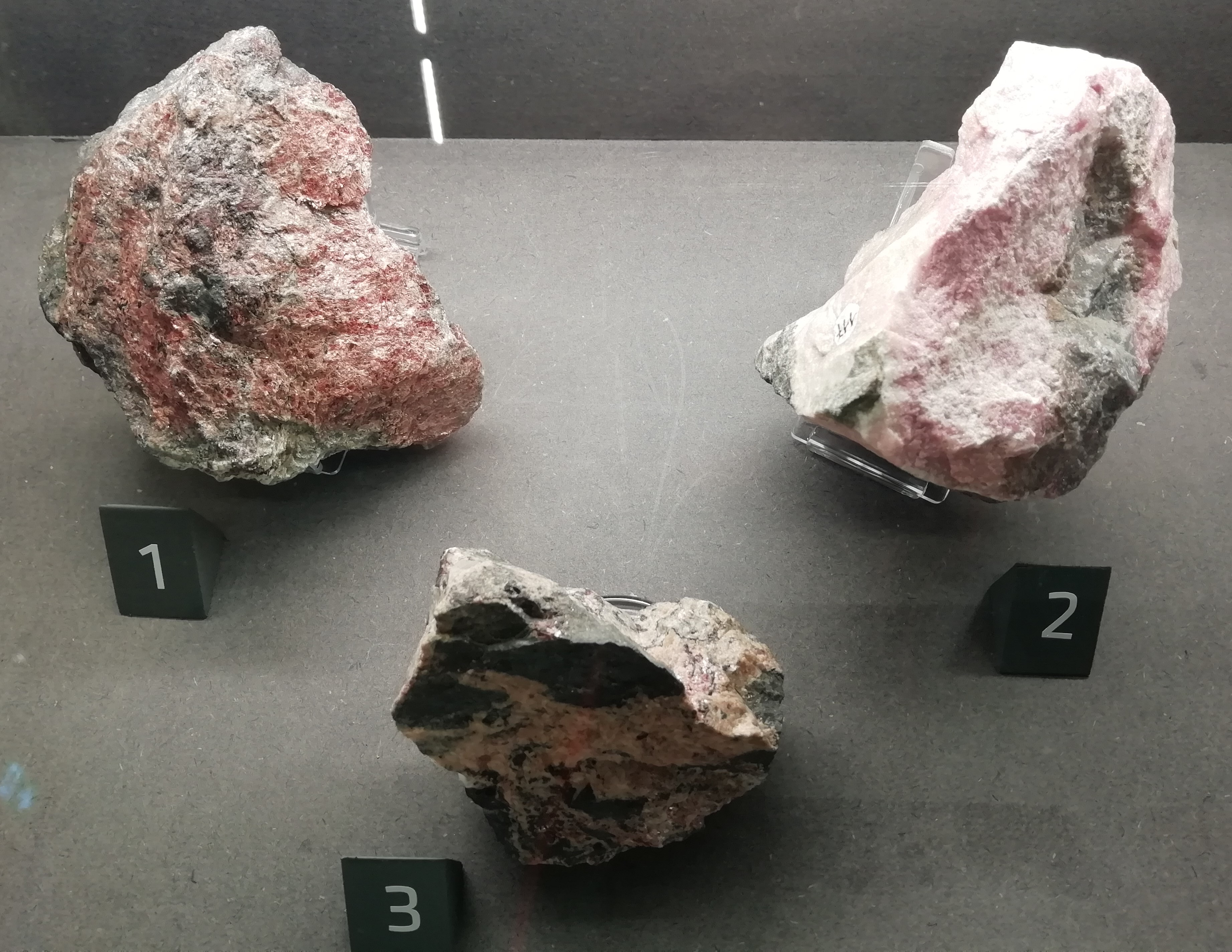
Sala delle rocce
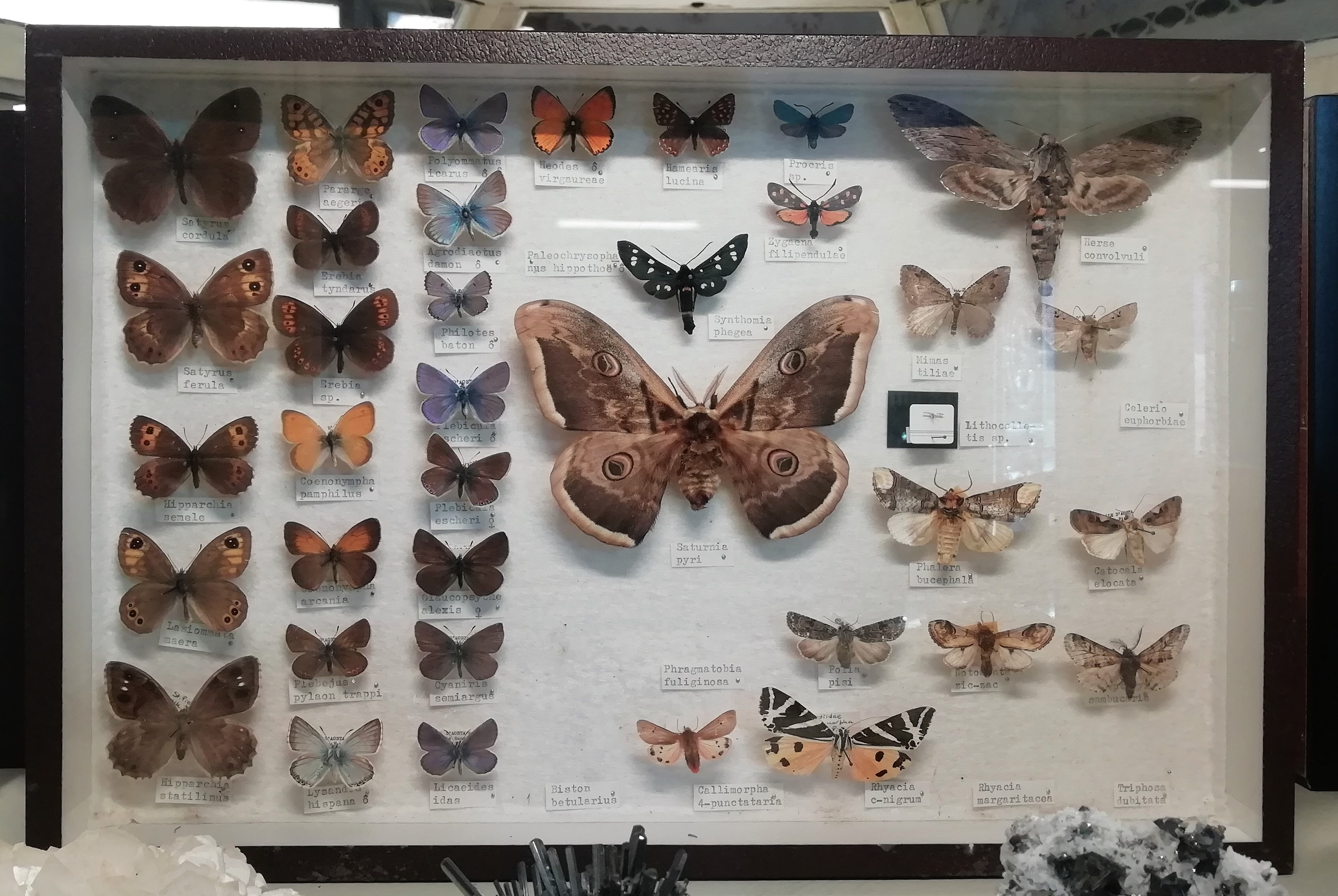
Teca nella Sala del tempo
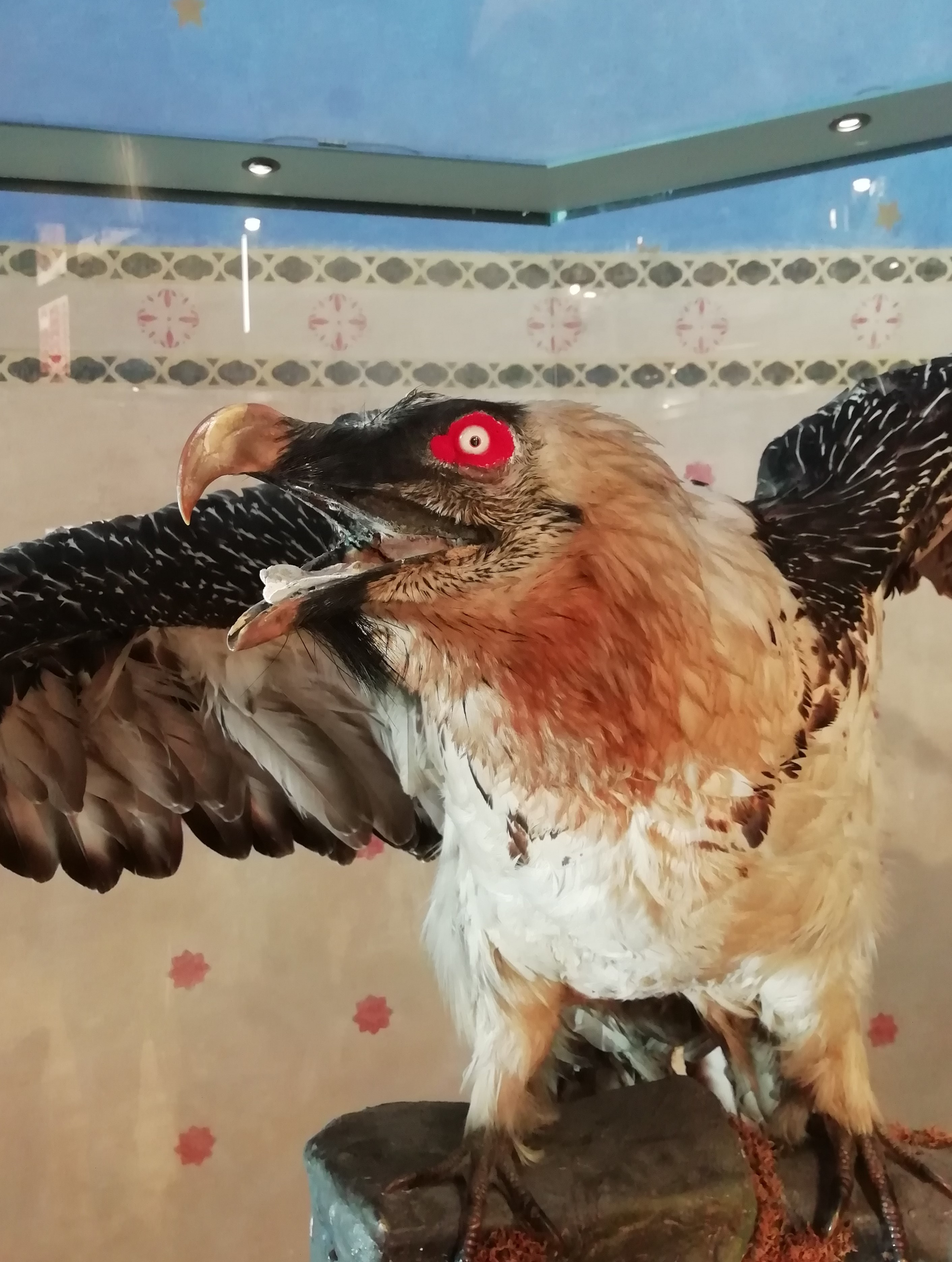
Ultimo esemplare di gipeto ucciso in Valle d'Aosta nel 1913